# 스키틀즈
스키틀즈(Skittles)는 마즈의 자회사인 리글리에서 생산되는 사탕이다.
흰색의 S자가 그려진 딱딱한 설탕 코팅 속에 다양한 맛의 탄력있는 내용물이 들어 있는 과자이다. S자는 영문 이름 스키틀즈의 두문자 S를 뜻한다. 과거 S자는 검은색에 가까웠지만, 1989년부터 흰색으로 바뀌었다. 겉으로 보기에는 같은 회사 제품인 M&M's와 비슷하다. 내부의 탄력있는 물질은 대부분 설탕으로 되어 있으며, 이외에 수소화 식물성 기름, 과일 주스, 구연산, 인공 감미료가 첨가되어 있다.
스키틀즈는 1974년 영국에서 최초로 개발되었으며, 이후 아메리카, 유럽, 아시아로 판매 영역을 확장해 나갔다. 대한민국에는 1987년에 들어왔다. 미국에는 다양한 종류가 시판되고 있지만, 현재 대한민국에서 주력으로 판매되고 있는 것은 붉은 색 포장지의 오리지널(SKITTLES® Original)과, 연두색 포장지의 사우어(SKITTLES® Sour, 매우 신 맛) 두 종류이다. 대한민국 내 수입은 한국마즈에서 담당하고 있다.

## 같이 보기
- M&M's